# Liga ASOBAL 2005–06

## Clasament final
|     | Echipă                   | P  | W  | D | L  | G+  | G-  | Pts |
| --- | ------------------------ | -- | -- | - | -- | --- | --- | --- |
| 1C  | FC Barcelona-Cifec       | 30 | 28 | 0 | 2  | 919 | 747 | 56  |
| 2   | BM Ciudad Real           | 30 | 27 | 0 | 3  | 955 | 794 | 54  |
| 3   | Portland San Antonio     | 30 | 25 | 2 | 3  | 903 | 721 | 52  |
| 4   | BM Valladolid            | 30 | 19 | 2 | 9  | 922 | 845 | 40  |
| 5   | Caja España Ademar       | 30 | 18 | 2 | 10 | 925 | 840 | 38  |
| 6   | Bidasoa Irún             | 30 | 13 | 3 | 14 | 861 | 876 | 29  |
| 7   | CAI BM. Aragón           | 30 | 13 | 1 | 15 | 877 | 886 | 28  |
| 8   | BM. Torrevieja           | 30 | 11 | 5 | 14 | 821 | 847 | 27  |
| 9   | Algeciras BM             | 30 | 12 | 3 | 15 | 808 | 839 | 27  |
| 10  | Fraikin BM.Granollers    | 30 | 10 | 5 | 15 | 828 | 854 | 25  |
| 11  | Keymare Almería          | 30 | 10 | 3 | 17 | 829 | 869 | 23  |
| 12  | JD Arrate                | 30 | 7  | 8 | 15 | 791 | 855 | 22  |
| 13  | Teka Cantabria           | 30 | 10 | 1 | 19 | 831 | 934 | 21  |
| 14  | BM Altea                 | 30 | 8  | 2 | 20 | 792 | 876 | 18  |
| 15R | BM Alcobendas            | 30 | 4  | 4 | 22 | 763 | 876 | 12  |
| 16R | Frigoríficos del Morrazo | 30 | 4  | 0 | 26 | 737 | 903 | 8   |

| Liga Campionilor EHF Masculin | EHF Cup Winners' Cup | Cupa EHF Masculin | Retrogradată |

## Golgheteri
| Jucător              | Goluri | Echipă                  |
| -------------------- | ------ | ----------------------- |
| Eric Gull            | 220    | BM Valladolid           |
| Zikica Milosavjlevic | 209    | CB Cantabria            |
| Hussein Zaky         | 195    | BM Ciudad Real          |
| Kristian Kjelling    | 184    | Caja España Ademar León |
| Alen Muratović       | 184    | BM Valladolid           |
| Ivan Nikcevic        | 177    | BM Altea                |
| Davor Cutura         | 168    | JD Arrate               |
| Vladimir Petric      | 161    | Keymare Almería         |
| Iker Romero          | 161    | FC Barcelona Handbol    |
| Ivan Stankovic       | 158    | CD Bidasoa              |
| Cristian Malmagro    | 153    | BM Granollers           |

## Top goalkeeperi
| Jucător                 | Catches | Lovituri | Echipă                  |
| ----------------------- | ------- | -------- | ----------------------- |
| José Manuel Sierra      | 358     | 1111     | BM Valladolid           |
| Armand Torrego González | 345     | 953      | Algeciras BM            |
| Danijel Šarić           | 331     | 1068     | BM Alcobendas           |
| Ole Erevik              | 318     | 997      | CD Bidasoa              |
| Vicente Alamo Yeste     | 295     | 937      | BM Granollers           |
| Diego Moyano Chicoy     | 291     | 908      | BM Torrevieja           |
| Iñaki Malumbres Aldave  | 274     | 870      | JD Arrate               |
| Kristian Asmussen       | 268     | 912      | BM Altea                |
| Dimitrije Pejanovic     | 258     | 824      | Keymare Almería         |
| Jorge Martínez Martínez | 252     | 772      | Caja España Ademar León |
| Kasper Hvidt            | 245     | 634      | Portland San Antonio    |